# Cape Neddick Light
Das Cape Neddick Lighthouse ist ein Leuchtturm, der sich auf Nubble Island, einer kleinen Felseninsel ca. 200 Meter vor Cape Neddick Point, York Beach, York County, Maine, Vereinigte Staaten, befindet. Er wurde 1879 erbaut und in Betrieb gesetzt.
Der Leuchtturm ist allgemein auch als Nubble Lighthouse Station oder kurz als Nubble Light bekannt; der offizielle Name, der von der U.S. Küstenwache verwendet wird, ist Cape Neddick Light.
Der Nubble ist auch heute noch voll in Funktion, das rot blinkende Lichtsignal kann bei guten Wetterbedingungen noch in 13 Seemeilen Entfernung gesehen werden und dient Schiffen trotz deren Ausrüstung mit GPS als Navigationshilfe.

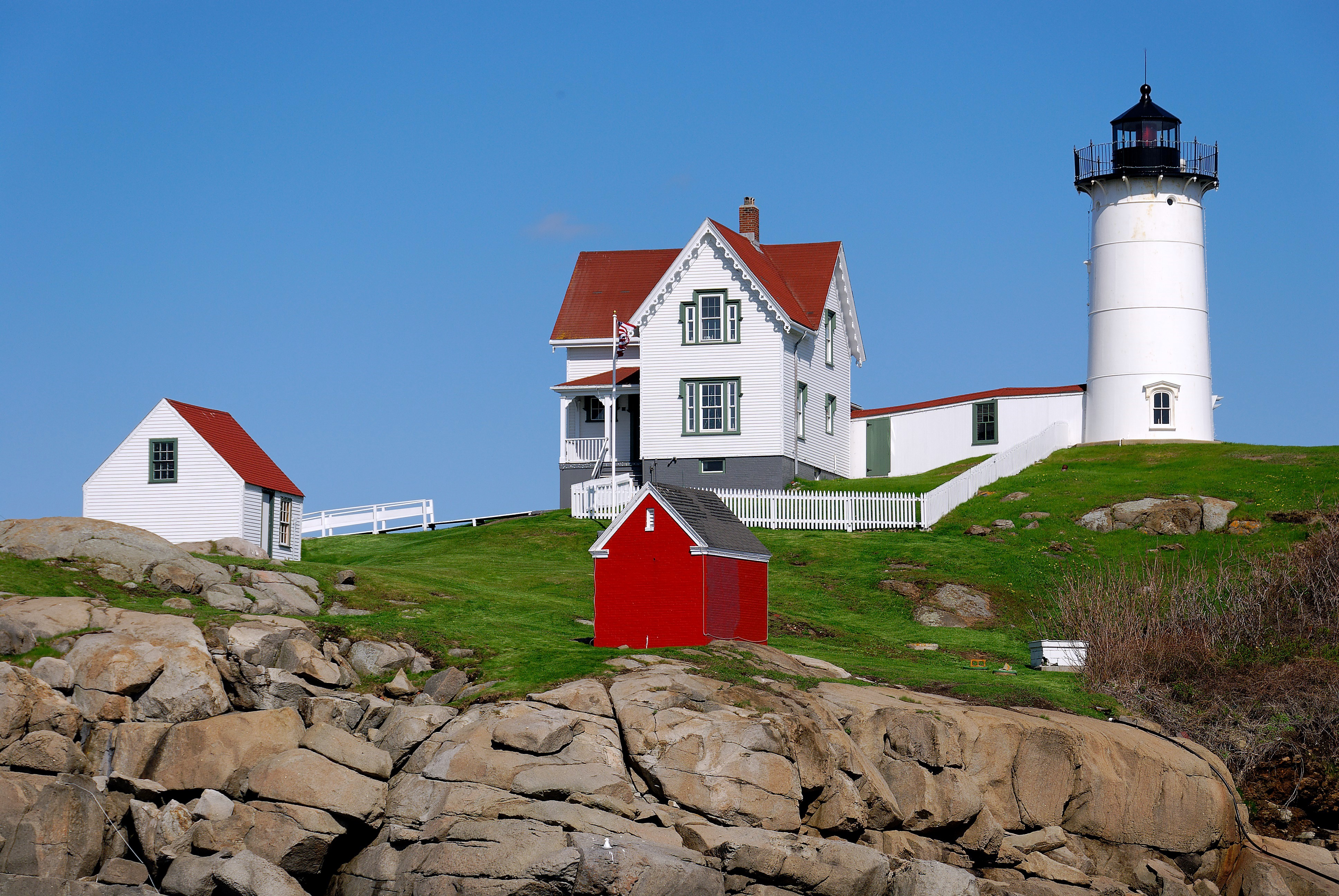
„Nubble“ Lighthouse, fotografiert vom Sohier Park.

Der letzte Leuchtfeuerwärter (Russel Ahlgren) verließ die Station 1987 nach der Automatisierung der Einrichtung. Die Insel Nubble Island ist seitdem unbewohnt und für Besucher unzugänglich. Gründe hierfür sind Bestimmungen aus der Haftpflichtversicherung, die Gefahr, die beim Übersetzen mit dem Boot besteht, Brandschutzbestimmungen sowie der Schutz und Erhalt der Einrichtung und des Grundstücks. Der Leuchtturm kann aber vom nah gelegenen Sohier Park auf dem Festland sehr gut beobachtet werden.
Das Nubble Lighthouse, dessen Spitzname sich von der Tatsache ableiten lässt, dass es auf einem „höckerförmigen“ Stück Land erbaut wurde (engl. Ausdruck “…built on a ‘nub’ or knob of land…”), gilt als einer der am meisten fotografierten und besuchten Leuchttürme in den USA. Geschätzte 250.000 Besucher kommen jährlich in den Sohier Park, um den Leuchtturm zu bestaunen.
Die Anlage auf der Insel umfasst 5 Gebäude: Der Turm mit dem Leuchtfeuer, das Wohnhaus (7 Zimmer), das rote Ölhaus (Generatorhaus), das weiße Werkzeug- und Vorratshaus und das Bootshaus.
Das Leben auf der Insel gestaltete sich nicht einfach: es gab keine Wasserleitungen, und die Leuchtfeuerwärter mussten das Regenwasser zum Gebrauch als Trinkwasser in einer Zisterne auffangen; die Toiletten wurden mit Meerwasser gespült.
Die Lebensmittelversorgung erfolgte durch eine Transportseilbahn, die vom Festland zur Insel führte. Die Leuchtturmbesatzung wurde angehalten, stets einen Vorrat für mindestens 30 Tage sicherzustellen.

## Signifikanz
- Auf vielen Websites über den Leuchtturm wird immer wieder erwähnt, die NASA-Weltraumsonden Voyager 1 und Voyager 2, die im Jahre 1977 gestartet wurden, hätten auf der mitgeführten Goldenen Schallplatte Voyager Golden Record neben Bildern von der Chinesischen Mauer und anderen terrestrischen Sehenswürdigkeiten, auch ein Foto von Nubble Light mit an Bord gehabt. NASA-Quellen bestätigen diese Behauptungen: Im Voyager-Bild Scenes from Earth[2] zeigt das Bild #42 mit dem Titel Seashore, von Dick Smith die Cape Neddick Lightstation.[3]
- Zweimal im Jahr erstrahlt Nubble in ganz besonderem Glanz. Dazu werden der Turm und das Haupthaus mit Weihnachtsbeleuchtung illuminiert. Einmal für einen einzigen Tag im Juli, dieses Ereignis ist als Christmas in July bekannt, ein anderes Mal zur Weihnachtszeit. Die festliche Beleuchtung setzt hier jeweils am ersten Samstag nach Thanksgiving ein.
- Das fotogene Cape Neddick Lighthouse wurde mehrfach in Werbefilmen als Hintergrundmotiv verwendet. Im Jahre 2001 drehte die U.S. Band Nickel Creek ihr Musikvideo The Lighthouse's Tale mit Nubble im Hintergrund.

## Geschichte

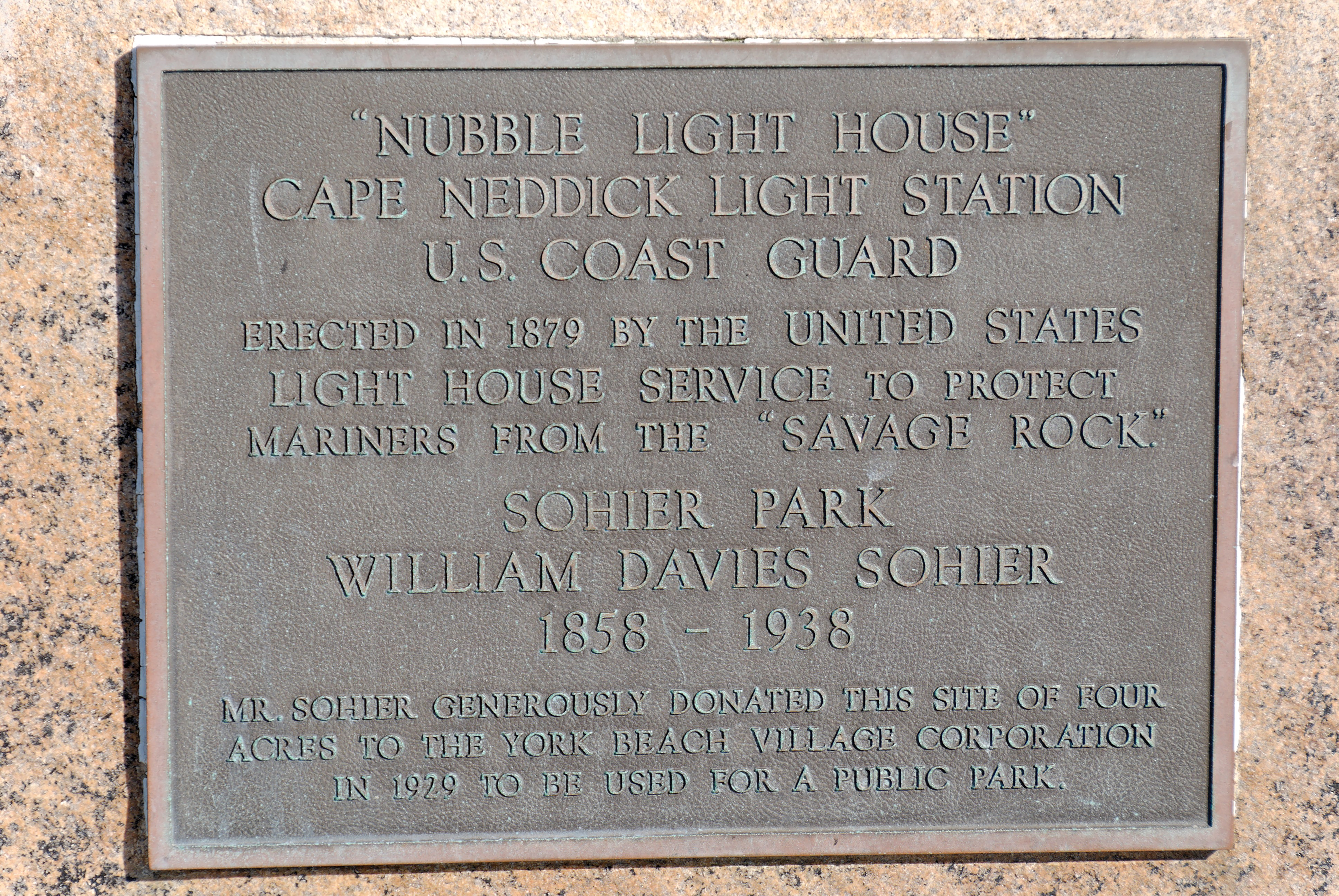
„Nubble“ Lighthouse Informationstafel, Sohier Park, York Beach, Maine, USA

Die Errichtung eines Leuchtturms auf „Nubble Island“ wurde seit 1807 immer wieder von Seefahrern gefordert. 1837 wurde der Vorschlag verworfen, da es in dieser Gegend bereits drei im Dienst befindliche Leuchtfeuer gab: Boon Island, Whaleback Light, and Portsmouth Harbor Light. Selbst nach dem Schiffbruch der Bark Isidore im Jahre 1842 nördlich von Nubbel dauerte es immer noch fast vier Jahrzehnte, bis der Plan verwirklicht wurde. 1874 bewilligte dann die Administration von Präsident Rutherford B. Hayes $15.000 für die Errichtung des Leuchtturms.
Die Insel, auf der der Leuchtturm steht, wurde am 5. Februar 1879 ansässigen Geschäftsleuten abgekauft, und fünf Monate später, am 1. Juli 1879, wurde das stetige rote Leuchtsignal auf dem 14 Meter hohen und ursprünglich rötlich-braun bemalten, gusseisernen Turm zum ersten Mal in Betrieb genommen. Das eigentliche Leuchtfeuer befindet sich ca. 27 Meter über Meereshöhe.
1902 wurde der Turm weiß gestrichen. Im gleichen Jahre wurde auch das markante rote Ölhaus gebaut und 1911 die Anlage mit dem überdachten Gang ergänzt, der das Wohnhaus mit dem Turm verbindet und den Leuchtfeuerwärter auf dem Weg vom Haus zum Turm vor Unwetter schützen sollte.
Ursprünglich hatte der Leuchtturm als akustisches Warnsignal eine 3000 Pfund schwere Nebelglocke, die an einem Gerüstturm hing und noch in 6 Seemeilen Entfernung vom Leuchtfeuerwärter auf Boon Island wahrgenommen werden konnte. Die Glocke musste vom Leuchtturmwärter während Nebel oder Regen alle 15 Sekunden von Hand mit einem Hammer geschlagen werden, was ein nicht unerheblicher körperlicher Aufwand war. 1911 wurde das Gerüst durch einen pyramidenförmigen weißen Glockenturm ersetzt. Der Antrieb der Nebelglocke wurde durch einen einem Uhrwerk ähnlichen Mechanismus gesteuert: Durch „Aufziehen“ wurden Gewichte in die Höhe gehievt, die dann über mehrere Stunden hinweg den Glockenschwengel bewegen konnten. Der Glockenturm wurde 1961 wieder abgerissen und die Glocke durch ein elektrisches Nebelhorn ersetzt, das bei nebligen oder regnerischen Wetterbedingungen automatisch aktiviert wird.
In dem Zeitraum von 1930 bis 1940 wurden einige Modernisierungen am Leuchtturm und dem Wohnhaus vorgenommen. So wurde z. B. das mit Kerosin betriebene Leuchtfeuer durch eine elektrische Lampe ersetzt, und das Wohnhaus erhielt zur großen Erleichterung der dort lebenden Familien eine Toilette. Zuvor musste dafür eine Einrichtung außerhalb des Hauses aufgesucht werden, was sich bei heftigen Unwettern als recht problematisch erwies.
1941 während des Zweiten Weltkriegs wurden auf Nubble Island Vorrichtungen für Geschütze und Aussichtstürme zur Erspähung deutscher U-Boote gebaut, die mit Besatzungen der U.S. Küstenwache bemannt wurden. Während dieser Zeit wurde das rote Leuchtfeuer aus militärischen Gründen abgeschaltet. Tatsächlich wurde 1943 ein deutsches U-Boot von Nubble Island aus entdeckt und der U.S. Navy in Portsmouth gemeldet, die das U-Boot mit Wasserbomben versenkte. Das Lichtsignal des Leuchtturms wurde nicht vor Juni 1945 wieder eingeschaltet.
1978 wurde das Bootshaus durch einen gewaltigen Blizzard zerstört und durch das aktuelle Gebäude ersetzt.
Am 16. April 1985 wurde Cape Neddick Light als Baudenkmal in das National Register of Historic Places aufgenommen.
1987 wurde die Automatisierung der Station abgeschlossen, und der letzte Leuchtturmwärter verließ die Insel, die seitdem unbewohnt ist und nur mit Ausnahmegenehmigung betreten werden darf. Insgesamt taten 30 Leuchtturmwärter, die auf Nubble teilweise mit ihren Familien wohnten, auf der Cape Neddick Lighthouse Station ihren Dienst. Die Insel und die Station wurden im gleichen Jahr durch die Stadt York von der U.S. Küstenwache geleast. Die Pflege und Wartung der Einrichtung obliegt damit der Stadt York, die Verantwortung und Wartung des Leuchtsignals unterliegt aber nach wie vor der U.S. Küstenwache.
Für die Zukunft von Nubble ist ein „Master Plan“ in Entwicklung, der neben diversen Reparaturarbeiten auch einen öffentlichen Zugang zur Leuchtturminsel beinhalten soll. Ein fester Zeitplan existiert aber dafür bisher nicht.

## Leuchtfeuerwärter (1879–1987)
Folgende Leuchtfeuerwärter taten auf der Cape Neddick Lighthouse Station Dienst:

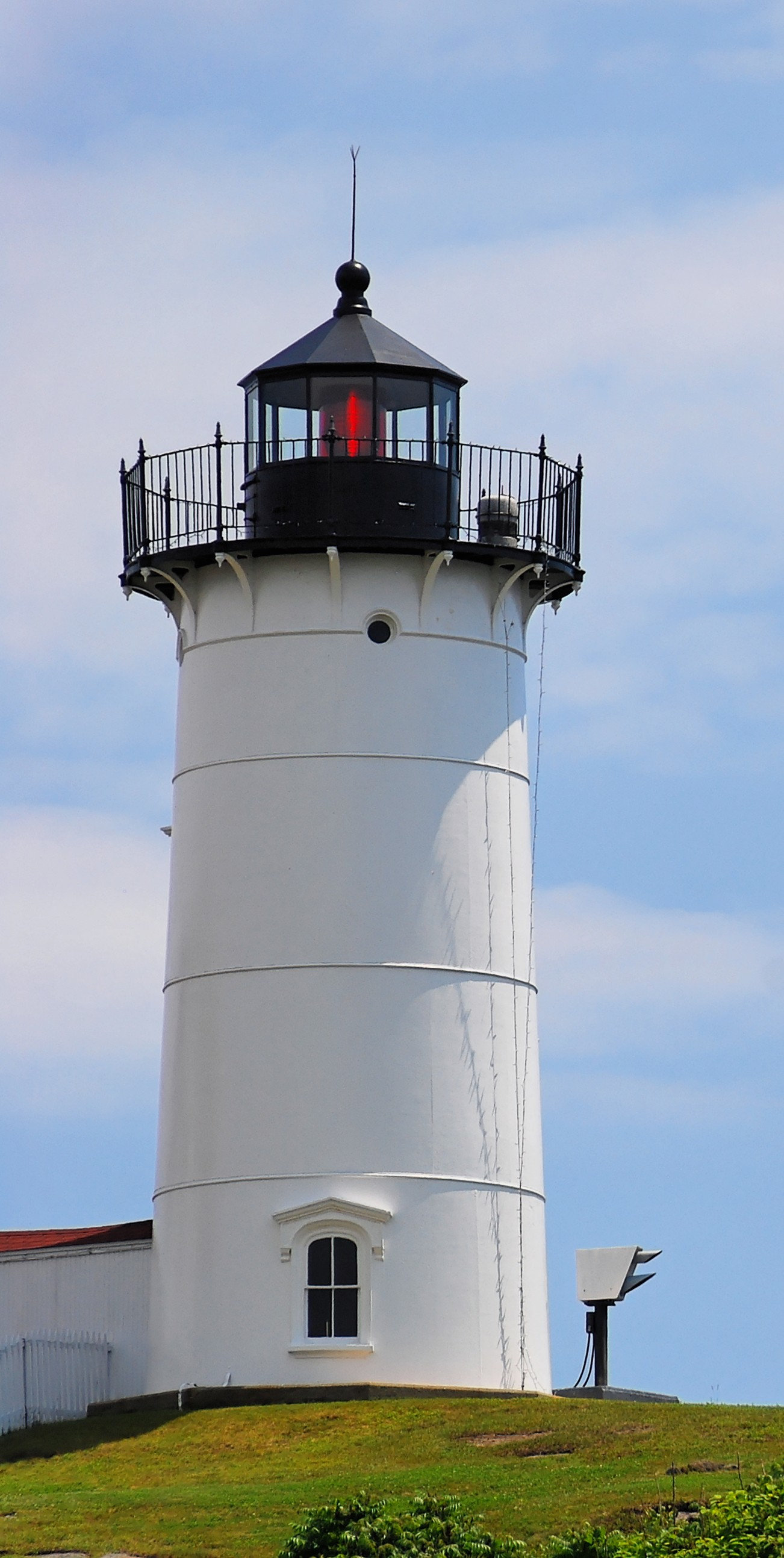
Ansicht des Turms mit dem roten Lichtsignal, rechts daneben auf der Turmplattform das elektrische Nebelsignal (Nebelhorn).

- Leander White (1879 – wurde vor der Leuchtturm-Fertigstellung wieder abberufen)
- Simon Leighton (1879 – trat krankheitsbedingt zurück, bevor der Leuchtturm in Betrieb ging)
- Nathaniel Otterson (1879–1898)
- Brackett Lewis (1898–1904)
- William M. Brooks (1904–1912)
- James Burke (1912–1919)
- William Richardson (1919–1921)
- Fairfield Moore (1921–1928)
- Edmund Howe (1928–1930)
- Truman J. Lathrop (1930)
- Eugene Coleman (1930–1943)
- Oscar M. „Tiny“ Sparrow (U.S. Küstenwache, ca. 1940er)
- Wilber Brewster (U.S. Küstenwache, ca. 1940er)
- Bruce R. Reed (U.S. Küstenwache, ca. 1950er)
- Boyd L. Davis (U.S. Küstenwache, ca. 1950er)
- John Johnson (U.S. Küstenwache, ca. 1961)
- Leo R. Midgett (U.S. Küstenwache, ca. 1964)
- Allan E. Wilson (U.S. Küstenwache, ca. 1960er)
- Alfred Paul Chadwick (U.S. Küstenwache, ca. 1967)
- David K. Winchester (U.S. Küstenwache)
- Arnold P. Chadwick (U.S. Küstenwache)
- Lindsay C. Rome (U.S. Küstenwache)
- Daniel J. Fries (U.S. Küstenwache)
- Michael Carbino (U.S. Küstenwache)
- Michael Hackett (U.S. Küstenwache, 1973–1975)
- Richard Harrison (U.S. Küstenwache, 1975–1977)
- Ronald O’Brien (U.S. Küstenwache, 1977–1979)
- John Terry (U.S. Küstenwache, 1979–1984)
- Robert French (U.S. Küstenwache, 1984–1986)
- Russell Ahlgren (U.S. Küstenwache, 1986–1987)

Den längsten Dienst auf Nubble Island verrichtete Nathaniel Otterson (19 Jahre, 1879–1898) bei einem jährlichen Gehalt von $500 zuzüglich einer Beihilfe von $30 für Brennstoff.
Insgesamt starben drei Familienmitglieder der Leuchtfeuerwärter auf der Insel, so dass zeitweilig die Legende vom Fluch des Nubble (The Jinx of the Nubble) die Runde machte.
Zu einer gewissen Berühmtheit wurde das Haustier der Colemans (1930–1942): Nicht nur, dass Kater Sambo Tonkus stattliche neunzehn Pfund wog, Mr. T erwies sich auch als echte Leuchtturm-Katze. Er war in der Lage, von der Insel durch den Kanal auf das Festland überzusetzen, um dort Mäuse zu fangen. Tonkus war zu dieser Zeit für Touristen eine Attraktion.